# 阿米娜特·优素福·贾马尔
阿米娜特·优素福·贾马尔（Aminat Yusuf Jamal，1997年6月27日—）是一名尼日利亚出生，专长于400米跨栏的巴林田径运动员。她代表她的移居国家参加2017年世界田径锦标赛，未能进入半决赛。